# Sint-Petrus-en-Pauluskerk (Zulte)

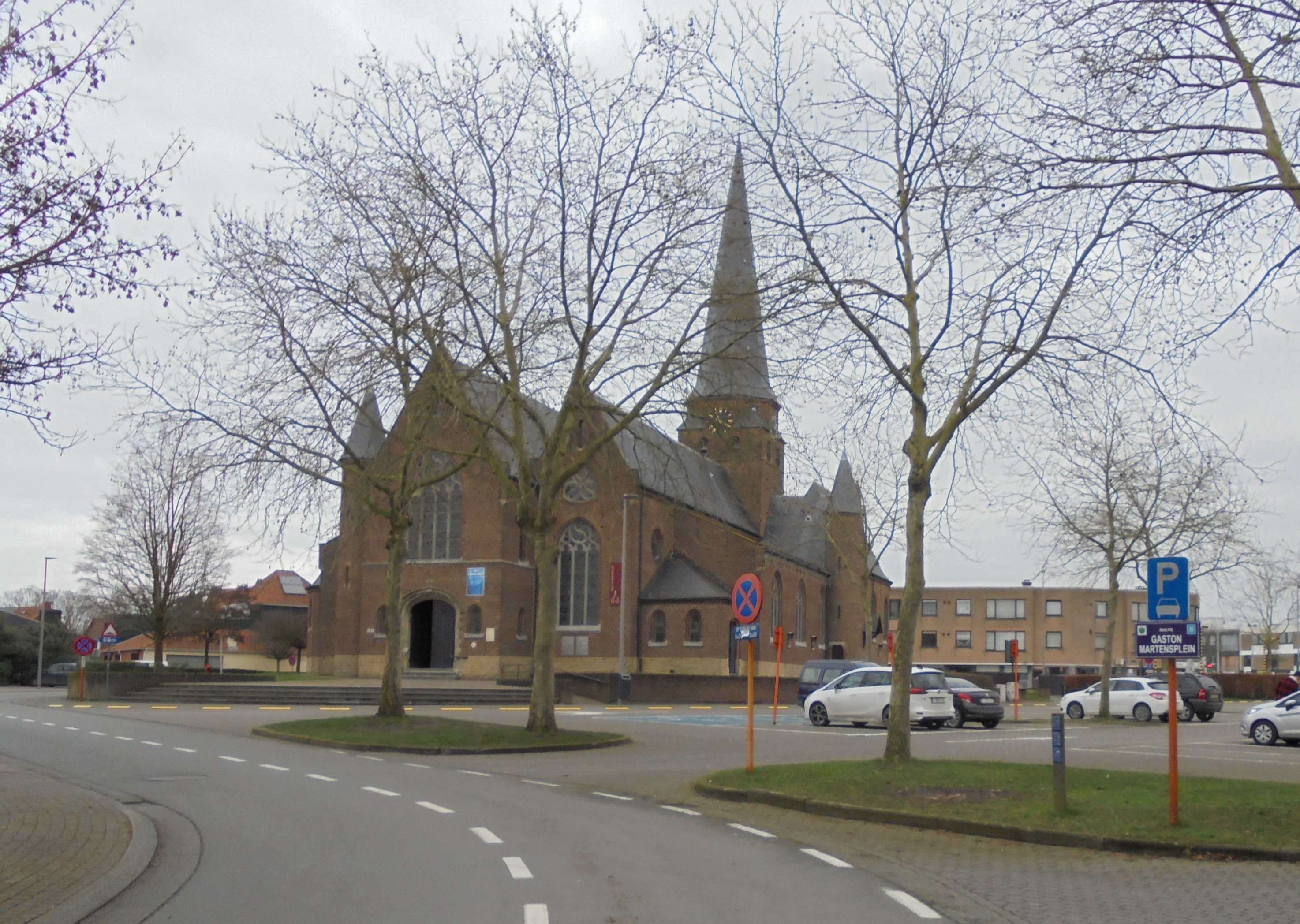
De Sint-Petrus-en-Pauluskerk in 2020

De Sint-Petrus-en-Pauluskerk is de parochiekerk van de Oost-Vlaamse plaats Zulte, gelegen aan het Gaston Martensplein.

## Geschiedenis
Midden 12e eeuw moet te Zulte al een eenbeukig romaans kerkje hebben bestaan waarvan in 1182 het patronaatsrecht werd geschonken aan de Sint-Maartensabdij van Doornik. Begin 16e eeuw werd deze kerk uitgebreid en omgebouwd tot een kruiskerk in laatgotische stijl. Dit omvatte onder meer het koor en de achtkante torengeleding. In 1688 werden vermoedelijk de twee smalle zijbeuken bijgebouwd. Ook in de 18e eeuw werden veranderingen aangebracht. In 1914 werd begonnen met vergroting van de kerk naar ontwerp van Jules Goethals. Hierbij moesten de toren en het koor behouden blijven. In 1918 werd de toren opgeblazen en in 1923-1925 werd de kerk hersteld en vergroot tot een vierbeukige kerk.

## Gebouw
Het betreft een georiënteerd en voornamelijk neogotisch bouwwerk. De kerk heeft vier driezijdig afgesloten koren, een niet-uitspringend transept, en een toren op vierkante basis, een lage achthoekige geleding en een hoge naaldspits. Als materiaal werd baksteen gebruikt, de plint is van Doornikse kalksteen gemaakt en vertoont sporen van oudere kerkgebouwen.

## Interieur
De kerk bezit een schilderij van 1642 voorstellende Sint-Petrus in de gevangenis en vervaardigd door A. van den Heuvel. Uit de 18e eeuw is het schilderij Mirakel van Sint-Antonius en uit de 2e helft van de 18e eeuw is het schilderij: Onze-Lieve-Vrouw met Kind schenkt de rozenkrans aan de Heilige Dominicus.
De eiken lambriseringen in de diverse koren zijn midden 18e-eeuws en in Lodewijk XIV-stijl. De communiebank is van 1696 en de preekstoel is van 1733. In de sacristie bevindt zich een biechtstoel van 1615. Ook is er een 18e-eeuwse biechtstoel. Het Van Peteghem-orgel is van 1785 en het arduinen doopvont is 15e-eeuws.

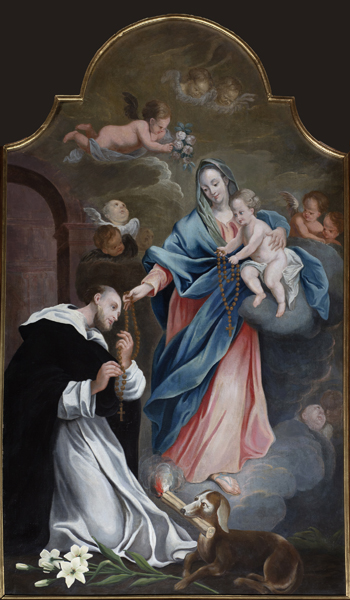
Onze-Lieve-Vrouw met Kind schenkt de rozenkrans aan de Heilige Dominicus
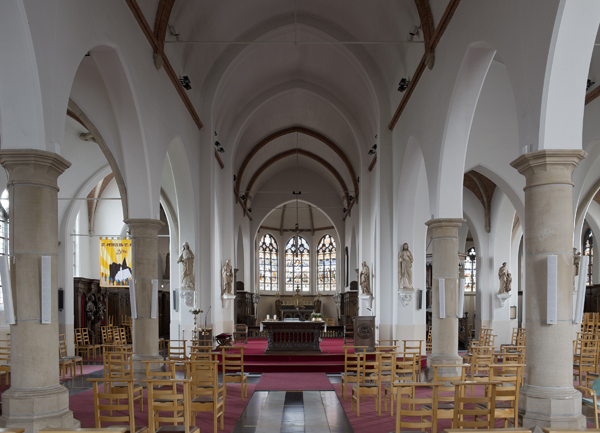
Interieur
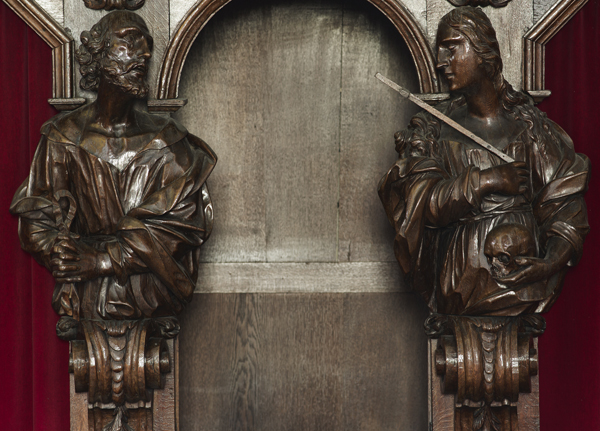
Biechtstoel (detail)
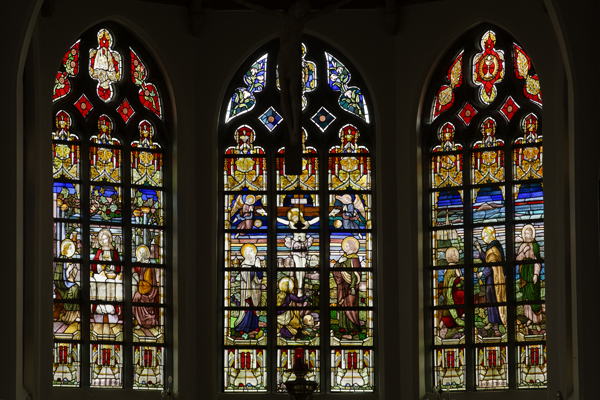
Glasramen
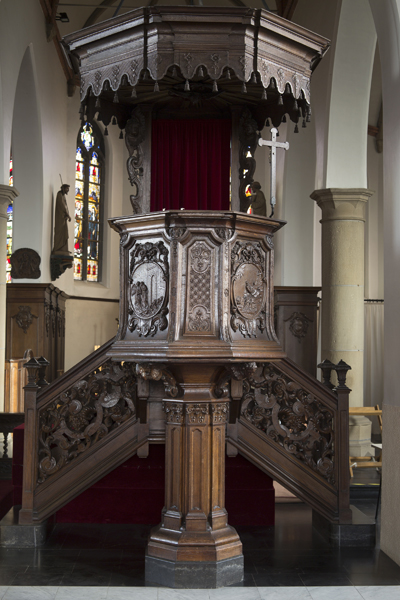
Preekstoel